# Verträglichkeit (Mathematik)
In der Mathematik ist eine Abbildung zwischen zwei Mengen, die nicht verschieden sein müssen und die Strukturen der gleichen Art besitzen, dann mit deren Strukturen verträglich,  wenn sie die Elemente aus der einen Menge so in die andere Menge abbildet, dass sich ihre Bilder dort hinsichtlich der Relationen sowie Abbildungen der Struktur ebenso verhalten, wie sich deren Urbilder in der Ausgangsstruktur verhalten.
Ein wichtiger Sonderfall hierfür sind die Distributivgesetze als Charakterisierung von zweistelligen Verknüpfungen, die linksverträglich bzw. rechtsverträglich mit anderen Verknüpfungen sind.

## Definition
Gegeben seien zwei nichtleere Mengen {\displaystyle A} und {\displaystyle B} sowie beliebige nichtleere Indexmengen {\displaystyle I,J,K} und {\displaystyle J_{i}} für jedes {\displaystyle i\in I,} die im Folgenden immer auch unendlich sein können.
Weiterhin seien {\displaystyle R\subseteq A^{J}} und {\displaystyle S\subseteq B^{J}} zwei Relationen mit gleichen Eigenschaften sowie {\displaystyle (F_{i})_{i\in I}} und {\displaystyle (G_{i})_{i\in I}} zwei Familien von Relationen {\displaystyle F_{i}\subseteq A^{J_{i}}} und {\displaystyle G_{i}\subseteq B^{J_{i}},} die für jeden Index {\displaystyle i\in I} jeweils gleiche Eigenschaften haben, sodass {\displaystyle (A,(F_{i})_{i\in I})} und {\displaystyle (B,(G_{i})_{i\in I})} zwei Strukturen der gleichen Art sind.
Eine Relation {\displaystyle \varrho \subseteq A\times B} heißt dann verträglich mit den Relationen {\displaystyle R} und {\displaystyle S,} wenn für alle {\displaystyle (a_{j},b_{j})\in \varrho ,\;j\in J,} gilt:
{\displaystyle (a_{j})_{j\in J}\in R\implies (b_{j})_{j\in J}\in S.}
Demnach ist insbesondere eine Abbildung {\displaystyle \varphi \colon \,A\to B,\,a\mapsto \varphi (a),} verträglich mit den Relationen {\displaystyle R} und {\displaystyle S,} wenn gilt:
{\displaystyle \alpha \in R\implies \varphi \circ \alpha \in S.}
{\displaystyle \varphi } ist verträglich mit den Strukturen {\displaystyle (A,(F_{i})_{i\in I})} und {\displaystyle (B,(G_{i})_{i\in I}),} wenn für jeden Index {\displaystyle i\in I} die Abbildung {\displaystyle \varphi } verträglich ist mit {\displaystyle F_{i}} und {\displaystyle G_{i}.} Man nennt dann {\displaystyle \varphi } auch einen Homomorphismus oder kurz Morphismus dieser Strukturart.
Nun sei {\displaystyle \chi \colon \,A^{K}\to A} eine innere Verknüpfung auf {\displaystyle A} ({\displaystyle K} darf auch unendlich sein) und {\displaystyle R\subseteq A^{J},} sodass auf {\displaystyle A^{K}} komponentenweise die Relation {\displaystyle S:={\bigl \{}\alpha {\bigr |}\,{\hat {\alpha }}(k)\in R\,{\text{ für alle }}\,k\in K\,{\bigl \}}\subseteq {\bigl (}A^{K}{\bigr )}{\bigr .}^{J}} auf {\displaystyle A} gegeben ist. {\displaystyle \chi } heißt dann verträglich mit {\displaystyle R,} wenn {\displaystyle \chi } verträglich ist mit {\displaystyle S} und {\displaystyle R.}
Hierbei (und auch im Folgenden, für beliebige {\displaystyle A,K,J,\alpha }) sei für {\displaystyle \alpha \in {\bigl (}A^{K}{\bigr )}^{J}} das {\displaystyle {\hat {\alpha }}\in {\bigl (}A^{J}{\bigr )}^{K}} definiert per {\displaystyle {\hat {\alpha }}(k)(j):=\alpha (j)(k)}.

## Eigenschaften
- Sind zwei Relationen mit gleichen Eigenschaften {\displaystyle R_{A}\subseteq A^{I}\!\times A} und {\displaystyle R_{B}\subseteq B^{I}\!\times B} Abbildungen (d. h. linkstotal und rechtseindeutig) {\displaystyle f_{A}\colon \,A^{I}\to A,} und {\displaystyle f_{B}\colon \,B^{I}\to B,} so ist eine Abbildung {\displaystyle \varphi \colon \,A\to B} genau dann verträglich mit den Abbildungen {\displaystyle f_{A}} und {\displaystyle f_{B},} wenn

{\displaystyle \varphi \left(f_{A}(\alpha )\right)=f_{B}\left(\varphi \circ \alpha \right)}   für alle {\displaystyle \alpha \in A^{I}.}
- Zwei nullstellige Abbildungen {\displaystyle f_{A}\colon \,A^{0}\to A,\,()\mapsto f_{A}(),} und {\displaystyle f_{B}\colon \,B^{0}\to B,\,()\mapsto f_{B}(),} können stets als die einelementigen einstelligen Relationen {\displaystyle R_{A}=\{f_{A}()\}\subseteq A} und {\displaystyle R_{B}=\{f_{B}()\}\subseteq B} aufgefasst werden. Eine Abbildung {\displaystyle \varphi \colon \,A\to B} ist daher genau dann verträglich mit den Abbildungen {\displaystyle f_{A}} und {\displaystyle f_{B},} wenn {\displaystyle \varphi } die Konstanten {\displaystyle f_{A}()} und {\displaystyle f_{B}()} aufeinander abbildet:

{\displaystyle \varphi (f_{A}())=f_{B}().}
- {\displaystyle \chi \colon \,A^{K}\to A} ist genau dann verträglich  mit einer Abbildung {\displaystyle f_{A}\colon \,A^{I}\to A,} wenn gilt:

{\displaystyle \chi \left(f_{A}\circ {\hat {\alpha }}\right)=f_{A}\left(\chi \circ \alpha \right)}   für alle {\displaystyle \alpha \in {\bigl (}A^{K}{\bigr )}^{I}.}

## Distributivität
Sei nun zusätzlich eine nichtleere Menge {\displaystyle C} gegeben. Man nennt dann eine zweistellige Verknüpfung {\displaystyle \star \colon \,C\times A\to B,\,(c,a)\mapsto c\star a,} linksverträglich mit {\displaystyle R_{A}} und {\displaystyle R_{B},} wenn für jedes {\displaystyle c\in C} die Linkstransformation
{\displaystyle \tau _{c\star }\colon \,A\to B,\,a\mapsto \tau _{c\star }(a):=c\star a,}
nach obiger Definition mit {\displaystyle R_{A}} und {\displaystyle R_{B}} verträglich ist. Ebenso nennt man eine zweistellige Verknüpfung {\displaystyle *\colon \,A\times C\to B,\,(a,c)\mapsto a*c,} rechtsverträglich mit {\displaystyle R_{A}} und {\displaystyle R_{B},} wenn für jedes {\displaystyle c\in C} die Rechtstransformation
{\displaystyle \tau _{*c}\colon \,A\to B,\,a\mapsto \tau _{*c}(a):=a*c,}
mit {\displaystyle R_{A}} und {\displaystyle R_{B}} verträglich ist. 
Falls {\displaystyle \star } linksverträglich ist sowie {\displaystyle *} rechtsverträglich ist mit Abbildungen {\displaystyle f_{A}\colon \,A^{I}\to A} und {\displaystyle f_{B}\colon \,B^{I}\to B,} dann sagt man auch, dass {\displaystyle \star } linksdistributiv ist bzw. {\displaystyle *} rechtsdistributiv ist über {\displaystyle f_{A}} und {\displaystyle f_{B}\colon }
{\displaystyle c\star f_{A}(a_{i})_{i\in I}=f_{B}(c\star a_{i})_{i\in I}}   bzw.   {\displaystyle f_{A}(a_{i})_{i\in I}*c=f_{B}(a_{i}*c)_{i\in I}}   für alle {\displaystyle c\in C} und für alle {\displaystyle (a_{i})_{i\in I}\in A^{I}.}
Eine innere zweistellige Verknüpfung {\displaystyle \cdot \colon \,A\times A\to A} auf {\displaystyle A} heißt distributiv über {\displaystyle f_{A},} wenn {\displaystyle \cdot } links- und rechtsdistributiv über {\displaystyle f_{A}} ist.

## Beispiele
- Die mit geordneten Strukturen {\displaystyle (A,\leq )} und {\displaystyle (B,\sqsubseteq )} verträglichen Abbildungen {\displaystyle \varphi \colon \,A\to B} heißen isoton oder auch monoton (steigend):

{\displaystyle a_{1}\leq a_{2}\implies \varphi (a_{1})\sqsubseteq \varphi (a_{2})}   für alle {\displaystyle a_{1},a_{2}\in A.}
- Eine Kongruenzrelation ist eine auf einer algebraischen Struktur {\displaystyle \left(A,(f_{i})\right)} derart erklärte Äquivalenzrelation {\displaystyle {\sim }\subseteq A^{2},} dass alle inneren Verknüpfungen {\displaystyle f_{i}} verträglich sind mit {\displaystyle {\sim }.}

- Die mit algebraischen Strukturen verträglichen Abbildungen sind (algebraische) Homomorphismen.

- Vollständige Verbandshomomorphismen von unendlichen vollständigen Verbänden sind Beispiele für unendlichstellige Homomorphismen.

- Die Topologie {\displaystyle {\mathcal {O}}} eines topologischen Raums {\displaystyle (X,{\mathcal {O}})} ist eindeutig durch das Hüllensystem {\displaystyle {\mathcal {A}}} aller abgeschlossenen Mengen des Raumes gegeben und ebenso ist {\displaystyle {\mathcal {A}}} durch das Kernsystem {\displaystyle {\mathcal {O}}} eindeutig bestimmt, denn jede offene Menge {\displaystyle O\in {\mathcal {O}}} ist das (absolute) Komplement einer abgeschlossenen Menge {\displaystyle A\in {\mathcal {A}}} und umgekehrt. Jede abgeschlossene Menge {\displaystyle A\in {\mathcal {A}}} lässt sich wiederum dadurch charakterisieren, dass jeder Punkt {\displaystyle a\in X} genau dann in {\displaystyle A} liegt, wenn gegen ihn ein Netz {\displaystyle (a_{i})_{i\in I}} konvergiert mit {\displaystyle a_{i}\in A} für alle {\displaystyle i\in I.} Die Topologie {\displaystyle {\mathcal {O}}} und das Konvergenzverhalten aller Netze in {\displaystyle X} sind also äquivalent.

Mit der gemeinsamen topologischen Struktur zweier topologischer Räume {\displaystyle (X,{\mathcal {O}})} und {\displaystyle (Y,{\mathcal {P}})} ist daher eine Abbildung {\displaystyle \varphi \colon \,X\to Y} genau dann verträglich oder stetig, falls sie für jeden Punkt {\displaystyle x\in X} mit allen gegen {\displaystyle x} konvergenten Netzen verträglich ist:
{\displaystyle (x_{i})_{i\in I}\longrightarrow _{X}x\implies \left(\varphi (x_{i})\right)_{i\in I}\longrightarrow _{Y}\varphi (x)}   für alle Netze {\displaystyle (x_{i})_{i\in I}} mit {\displaystyle x_{i}\in X} für alle {\displaystyle i\in I.}
- Mit Kategorien verträgliche Abbildungen nennt man Funktoren.

- Die Distributivität spielt bei vielen algebraischen Strukturen eine wichtige Rolle.